# Casio PV-7
Casio PV-7 (PV-7) је био кућни рачунар фирме Касио (Casio) који је почео да се производи у Јапану од 1984. године.
Користио је Zilog Z80A као микропроцесор. RAM меморија рачунара је имала капацитет од 8 KB. 

## Детаљни подаци
Детаљнији подаци о рачунару PV-7 су дати у табели испод.
|                       |                                                                       |
| [ 1 ]                 |                                                                       |
| Произвођач            | Касио                                                                 |
| Тип                   | кућни рачунар                                                         |
| Меморија              | 8 KB                                                                  |
| Поријекло             | Јапан                                                                 |
| Година                | 1984                                                                  |
| Тастатура             | Chicklet тастатура. 78 тастера. 4 функцијска тастера. Тастери смјера. |
| Процесор              |                                                                       |
| Фреквенција процесора | 3,58                                                                  |
| RAM                   | 8 KB                                                                  |
| ROM                   | 32 BASIC/BIOS (MSX BASIC V1.0)                                        |
| Текст                 | мод 0 : 40 x 24                                                       |
| Графика               | мод 2 : 256 x 192 са 16 боја (Hires мод)                              |
| Боја                  | 16                                                                    |
| Звук                  | General Instruments AY-3-8910 програмибилни генератор звука           |
| Димензије             | 307 x 210 x 33 / 1560 g                                               |
| Портови               |                                                                       |
| Оперативни систем     |                                                                       |